# Ancistrocerus zebra
Ancistrocerus zebra är en stekelart som först beskrevs av Henri Saussure 1863.  Ancistrocerus zebra ingår i släktet murargetingar, och familjen Eumenidae. Inga underarter finns listade i Catalogue of Life.